# Micky Maus (Zeitschrift)
Das Micky Maus-Magazin ist eine Comic-Zeitschrift, die seit 1951 im Ehapa-Verlag erscheint und Comics aus der Disney-Produktion enthält, vor allem mit den Figuren Donald Duck, Micky Maus und anderen Bewohnern von Entenhausen. Seit Ausgabe 18/1993 trägt das Heft den Untertitel Magazin.
Trotz des Titels nahmen die Geschichten um Donald Duck von Anfang an mehr Seiten ein als die der titelgebenden Maus. Übersetzt wurden die Geschichten von Erika Fuchs, die bis 1988 Chefredakteurin der Micky Maus war. Fuchs prägte Aussprüche wie „Dem Ingeniör ist nichts zu schwör“ und machte den sogenannten Inflektiv („schepper“, „klirr“, „ächz“) populär.

## Erscheinungsweise
Die Reihe erschien anfangs monatlich. Bis 1955 wurden die Reihen unregelmäßig um Micky Maus Sonderhefte ergänzt, bis diese später ebenfalls monatlich erschienen. 1956 wurde die Erscheinungsweise auf zweiwöchentlich erhöht; die Sonderhefte wurden eingestellt. Längere Geschichten, die bisher für die Sonderhefte vorgesehen waren, erscheinen seitdem als Fortsetzungsgeschichten über mehrere Ausgaben verteilt. Mit der Ausgabe 26 im Jahr 1957 wurde auf eine wöchentliche Erscheinungsweise umgestellt. Im Laufe der Jahrzehnte wurde jedoch der Wochentag, an dem die Zeitschrift herausgegeben wird, mehrfach geändert. Seit dem 11. September 2009 ist der Erscheinungstag ein Freitag. Am 4. Januar 2013 erschien zum ersten Mal ein Heft erst nach zwei Wochen, was seither mehrmals im Jahr der Fall war. Am 1. April 2016 (mit der Nummer 14/2016) begann eine regelmäßige Erscheinungsweise von dreimal in vier Wochen, das heißt, jede vierte Woche wird ausgelassen, die davor erscheinende Nummer jedoch als Doppelnummer gezählt. Seit Heft 35/2017 (25. August 2017) erscheint die Zeitschrift regelmäßig alle zwei Wochen.
| Jahr(e)   | Anzahl der Ausgaben | Erscheinungsweise |
| --------- | ------------------- | --- |
| 1951      | 4                   | monatlich (meist letzter Mittwoch im Monat) |
| 1952–1955 | 12                  | |
| 1956      | 26                  | zweimal monatlich (Januar 1956), zweiwöchentlich (ab 8. Februar 1956) |
| 1957      | 28                  | wöchentlich (ab Nr. 25/1957), samstags |
| 1958      | 51                  | |
| 1959–2011 | 52–53               | ab Nr. 53/1977 freitags, ab Nr. 6/1984 samstags, ab Nr. 37/1986 donnerstags, ab Nr. 3/1988 mittwochs, ab Nr. 9/1988 donnerstags, ab Nr. 4/2003 dienstags, ab Nr. 2/2008 montags, seit Nr. 38/2009 freitags |
| 2012–2013 | 51                  | |
| 2014      | 49                  | |
| 2015      | 51                  | |
| 2016      | 40                  | |
| 2017      | 35                  | |
| seit 2018 | 26                  | |

## Titel
Anders als in den meisten nicht-deutschsprachigen Ländern ist nicht Donald Duck die Titelfigur der Disney-Heftreihe, sondern Micky Maus, obwohl diese nur einen geringen Teil der Seiten einnimmt. Dies lag daran, dass Micky 1951 in deutschsprachigen Ländern wesentlich bekannter war.
Obwohl Micky-Maus-Filme in Deutschland schon ab 1930 erfolgreich liefen, wurde bis Kriegsende nur ein einziger Trickfilm mit Donald in einer Nebenrolle aufgeführt, da Disney 1935 den Export weiterer Trickfilme in das Deutsche Reich stoppte.
Vorgänger des deutschsprachigen Magazins in Europa waren die Disneyzeitschriften Topolino (ab 1932) in Italien, das in Frankreich ab 1934 erschienene Le Journal de Mickey (JDM) und das britische Mickey Mouse Weekly (MMW) ab 8. Februar 1936.

## „Micky Maus Sonderhefte“
Es handelt sich hierbei um Einzelhefte, die nur im Namen den Wortlaut „Micky Maus“ bzw. „Micky Maus Sonderhefte“ führen. Man kann hierbei also von einer eigenen Heftserie sprechen. Die Idee wurde ab 1967 als Heftserie Mickyvision weitergeführt. Es erschienen danach nur noch wenige Sonderhefte. Ein Großteil dieser Sonderausgaben erfuhr in späteren Jahren eine Wiederveröffentlichung. Diese Hefte sind im Original sehr begehrte Sammelobjekte und sollten nicht mit den Nachdrucken verwechselt werden:
1. 1951–12: Cinderella (Dan Gormley)
2. 1952–12: Alice im Wunderland (Riley Thompson, Bob Grant)
3. 1953–04: Micky Maus – Im Land der Riesen (Harvey Eisenberg)
4. 1953–06: Donald auf Nordpolfahrt (Carl Barks)
5. 1953–06: Micky Maus, das große Feriensonderheft (Harvey Eisenberg u. a.)
6. 1953–08: Micky’s Gast aus Afrika (Floyd Gottfredson)
7. 1953–10: Peter Pan (Al Hubbard)
8. 1953–11: Weihnachtssonderheft (Carl Barks)
9. 1953–12: Donald Duck und Peter Pan (Dick Moores, Jack Bradbury)
10. 1954–01: Dagobert Duck der „arme alte Mann“ (Carl Barks)
11. 1954–02: Peter Pan und Käpt’n Huck (Bob Grant)
12. 1954–03: Klein-Adlerauge (Lee Hooper, Harvey Eisenberg)
13. 1954–03: Das Schwert und die Rose
14. 1954–04: Goofy der Meistersheriff (Al Hubbard)
15. 1954–05: Der kleine Böse Wolf (Harvey Eisenberg)
16. 1954–06: Das große Ferien-Sonderheft (Harvey Eisenberg, Dick Moores u. a.)
17. 1954–07: Familie Duck auf Ferienfahrt (Carl Barks)
18. 1954–08: Micky Maus – Goofy und das Wunderauto (Dick Moores)
19. 1954–10: Donald Duck und der goldene Helm (Carl Barks)
20. 1954–11: Micky Maus – Abenteuer aus der Doppelkreuzfarm (Paul Murry)
21. 1954–11: Weihnachts-Sonderheft (John Morin Bradbury, Paul Murry, Al Hubbard)
22. 1954–12: Weihnachten für Kummersdorf (Carl Barks)
23. 1955–01: Micky und Goofy in Afrika (Riley Thompson)
24. 1955–02: Donald Duck – Der Schlangenbeschwörer (Frank McSavage, Carl Barks)
25. 1955–03: Dagobert Ducks 13 Trillionen (Carl Barks)
26. 1955–04: Pluto (Paul Murry, Tony Strobl)
27. 1955–05: Kater Karlo (Al Hubbard, Paul Murry u. a.)
28. 1955–06: Das große Ferien-Sonderheft (Phil De Lara, Paul Murry)
29. 1955–07: Donald Duck im Moorbad (Dick Moores, John Morin Bradbury)
30. 1955–08: Donald Duck in Honolulu (Tony Strobl, Phil De Lara)
31. 1955–09: Micky Maus im Wilden Westen (Tony Strobl, Phil De Lara, Paul Murry)
32. 1955–10: Dagobert Duck (Carl Barks)
33. 1955–11: Weihnachtssonderheft (Tony Strobl, Frank McSavage)
34. 1955–12: Donald Duck und die Weihnachtsbäume (Dick Moores, John Morin Bradbury u. a.)

## Redaktioneller Teil
In den Ausgaben 1/1956 bis 1/1976 befand sich auf den Mittelseiten der Micky Maus ein redaktioneller Teil, anfangs als MMK Nachrichten (MMK = Micky-Maus-Klub), später MMK Zeitung und MMK Magazin. Aufgrund der Ergebnisse einer Leserbefragung 1975 wurde der redaktionelle Teil nach 993 Heften wieder aus dem Heft genommen. Das letzte MMK Magazin in Ausgabe 1/1976 trug allerdings die Nummer 995, weil 1961 versehentlich die Nummern 216 und 217 übersprungen wurden.
Seit der Ausgabe 15/1990 enthält wieder jede Ausgabe einen (allerdings über das ganze Heft verteilten) redaktionellen Teil, bestehend unter anderem aus Witzen, TV-Programmhinweisen und werbenden Hinweisen auf andere Disney-Medien.
Mit dem Heft 7/1995 wurde die Rubrik „SPASS TV“ mit ausgewählten Programmempfehlungen auf 10 Seiten quasi als eingearbeitete TV-Zeitschrift eingeführt. Nachdem diese Rubrik in späteren Ausgaben zwischenzeitlich sogar 12 Seiten umfasste, wurde sie dann aber schrittweise auf 6 Seiten reduziert. Ab der Ausgabe 1/1997 hatte die Rubrik „SPASS TV“ nur noch zwei Seiten, bis sie nach dem Heft 9/1998 schließlich ganz aufgegeben wurde.
Mit Beginn der 2000er-Jahre wurden in Kooperation mit dem Tessloff Verlag in loser Folge jeweils auf einer Doppelseite Themen aus der Sachbuchreihe Was ist was vorgestellt.
In der „Maus-Box“ werden ausgewählte Zeichnungen von Kindern, Leserbriefe von Fans sowie der „Fan der Woche“ mitsamt Foto abgebildet. Mit MM 5/2014 wurde der Umfang von zwei Seiten auf eine Seite verringert. Das „Bild der Woche“ und der „Fan der Woche“ wechseln sich seither ab.
Im Sommer 2008 berichtete stern.de über den wiederholten Abdruck von „Altherrenwitzen“, in denen überkommene Geschlechterrollen-Klischees transportiert würden, und zitierte dazu eine kritische Stellungnahme der Bremer Landesfrauenbeauftragten Ulrike Hauffe.
Die Witzeseite befand sich zu jener Zeit stets auf der letzten Seite.
„Spezial“: Die Inhalte dieser Rubrik sind sehr unterschiedlich – Wettbewerbe, Preisausschreiben, Aktionen, aber auch Gastauftritte von Prominenten oder Fernsehmoderatoren können dazugehören.
In „Verrückte Welt“ wurden skurrile Nachrichten und Rekorde veröffentlicht, zu denen meist Witzzeichnungen abgebildet wurden. Mit Heft 29/2016 wurde diese Rubrik eingestellt.
Die Seite „Maus Mix“ war nach dem Inhaltsverzeichnis platziert. Dort waren Fotos sowie Zeichnungen aus früheren Folgen von „Verrückten Welt“ mit neuen Kommentaren versehen. Es gab einen Wetterfrosch und verschiedene Spruch-Serien, u. a. „Der gute Franz“ mit Bauernregeln, „Gundels Glaskugel“ mit Scherzhoroskopen und „Torte der Woche“. „Maus Mix“ löste die frühere Seite „Comedy“ ab. Seit 2014 wird diese Seite nicht fortgeführt.
Ab Februar 2015 (MM 06/15) gab es eine Genial-Rubrik, die im Sommer 2016 mit MM 28/29/2016 zu W.O.W. umbenannt wurde, diese Rubrik wurde dann ab der Ausgabe 01/2018 eingestellt. Übrig bleiben bis heute nur W.T.T. (Witze, Tipps und Tricks) sowie die Witzeseite.
Mit den „Maus Tipps“ erschien bis 2017 eine Rubrik, die Vorschläge zu aktuellen Ereignissen, Freizeitgestaltung, (Online)-Spielen, Kinofilmen etc. enthielt. Später wurde sie umgestaltet, sie enthielt nun ein Rätsel und Werbung.
Mit „Aktuell“ erschien bis einschließlich Ausgabe 27/2016 eine Rubrik, die aktuell sich ereignende Ereignisse oder Neuigkeiten aufgriff (wichtiges Fußballspiel, Filme, Fernsehserien, sonstige Ereignisse wie Feste etc.).
Bis MM 28/29/2016 erschien eine Rätselabteilung.
Von 2014 bis 2017 erschien unter dem Namen „Disney Channel“ eine Rubrik, die Höhepunkte des TV-Programms des Disney Channels abbildete. Sie wurde im Laufe der Zeit von zwei Seiten auf den Umfang von einer Seite verkürzt.
Enten-Kurier: Auf der letzten Seite des Micky Maus Magazins befindet sich (per 2018) der Enten-Kurier, ein (fiktives) Boulevardblatt, das über neuste Begebenheiten und Trends in und um Entenhausen herum berichtet. Dussel hat dort eine Kolumne namens Dussel denkt mit!, wo er – nicht ganz ernst gemeinte – Tipps, die wie Kalauer anmuten, veröffentlicht, z. B. „Was tun, wenn Dir der Schüttelfrost in die Glieder fährt? - Ihm den Führerschein wegnehmen!“ oder „Was tun, wenn jemand verboten gut aussieht? - Die Polizei rufen!“. Zudem gibt es ein Zitat der Woche, früher gab es auch ein „Entoskop“ (Abwandlung von „Horoskop“). Auch humorvolle Anzeigen wie Werbung für Urlaub auf „Knallorca“, „Los Enteles“, „Tahihi“ und „Weitfortistan“ oder Annoncen der Panzerknacker mit der Chiffre ihrer Häftlingsnummern oder von Gundel Gaukeley gehören dazu. Teilweise wird der Enten-Kurier durch Werbung, den Enten-Kicker (fiktive Fußballzeitschrift zu Fußball-Weltmeisterschaften- oder Europameisterschaften) oder durch sonstige Dinge ersetzt.
Besonderheiten
- In Enten-Kurier 94 (MM 7/2012) spielte man mit der Schlagzeile „Maulkorb für die Maus – Hundepräsident Wuff versucht Berichte zu verhindern“ auf die Affäre um den damaligen Bundespräsidenten Christian Wulff an,[21] der Bild-Chefreporter Kai Diekmann anrief und ihm drohte, sollte er über den Vorwurf der Vorteilsnahme gegen Wulff berichten.

- In den Enten-Kurieren 245-248 (MM-M 28–31/2015) fand sich ein Kreuzworträtsel und eine Postkarte zum Ausschneiden, passend zum Thema Sommer.
- In MM 37/2015 fand sich ein Stundenplan anstelle des Enten-Kuriers.
- In Enten-Kurier 94 (MM-M 10/2017) wurden von der Polizei Entenhausen unter dem # kein Notruf die „blödsten und unwichtigsten Notrufe“ veröffentlicht.[16]

Weitere redaktionelle Seiten
- Online
- Games
- Kino

## Beilagen

### Allgemeine Beilagen
In der Ausgabe 29/1958 wurde eine Sonnenblende aus Pappe beigelegt. Vorher gab es meist lose Werbebeilagen, wie ein 1955 beigelegter Prospekt Gütermann Nähseide.
In den Ausgaben 51/1959 bis 24/1963 gab es je zwei lose beigelegte Papierstreifen mit zusätzlichen Comicseiten. Aus mehreren dieser Streifen konnte man sich ein zusätzliches Comicheft zusammenbasteln. In den Ausgaben 37–48/1966 erschienen nochmals weitere Streifen.
Ein erster Bastelbogen erschien 1973. 1976 wurden diese als regelmäßige Beilage eingeführt, um Gebäude, Schiffe oder Autos zu bauen. Etliche groß angelegte Serien mit thematischem Zusammenhang erstreckten sich über mehrere Hefte und prägten die 1970er- und frühen 1980er-Jahre. Mitte der 1980er-Jahre nahm die Regelmäßigkeit der Bastelbogen wieder ab und die Beilagen wurden nach und nach durch aufwändigere Gimmicks wie Bügelbilder, Schallfolien oder andere Spielzeuge ersetzt.
1999 kaufte der Ehapa-Verlag die Konkurrenz-Comicreihe Yps auf, die zusammen mit einem beiliegenden Gimmick – oftmals ein Kunststoffspielzeug – verschweißt in Folie verkauft wurde. 2000 wurde Yps eingestellt. Die Micky Maus Ausgabe 28/1999 wurde erstmals ebenfalls mit lose beigelegtem Spielzeug in Folie verschweißt angeboten, was seitdem unregelmäßig wiederholt wird. Auch finden sich bekannte Yps-Gimmicks wie die Urzeitkrebse regelmäßig in der Micky Maus wieder. Diese waren allerdings auch bereits in früheren Micky-Maus-Magazinen (z. B. Urzeitkrebse in 6/1994) enthalten.
Es gibt die Tendenz, dass gewisse Beilagen-Extras sich regelmäßig wiederholen. So wird etwa einmal jährlich ein Detektiv-Set beigelegt, dessen Zusammensetzung meist sehr ähnlich ist. Oft wird auch im Hochsommer, primär vor Beginn der großen Schulferien (Sommerferien), ein Abenteuer-Set oder Survival-Set beigelegt. Außerdem wiederholen sich im Abstand von etwa drei Jahren viele Scherzartikel und Zaubertrick-Gimmicks.

#### Überblick über die wichtigsten Bastelbogen-Serien
| Ausgaben                   | Bastelbogen-Serie                   |
| -------------------------- | ----------------------------------- |
| 50 – 52/1973, 01 – 02/1974 | „Oma Ducks Bauernhof“               |
| 24 – 26/1974               | „Ferienschiff“                      |
| 24 – 26/1975               | „Mississippi-Raddampfer“            |
| 02 – 13/1976               | „Entenhausen“                       |
| 27 – 32/1976               | „Micky Maus-Flotte“                 |
| 35 – 40/1976               | „Western-Express“                   |
| 03 – 10/1977               | „Westernstadt“                      |
| 27 – 34/1977               | „Micky Maus-Autoparade“             |
| 41 – 46/1977               | „Schloss Nottingham mit Robin Hood“ |
| 02 – 07/1978               | „Micky Maus-Flugzeugparade“         |
| 46 – 51/1978               | „Cinderella-Schloss“                |
| 04 – 09/1979               | „Western-Fort“                      |
| 17 – 21/1979               | „Mississippi-Dampfer“               |
| 38 – 43/1979               | „Indianerdorf“                      |
| 38 – 41/1980               | „Oldtimer“                          |
| 43 – 46/1981               | „Western-Ranch“                     |
| 08 – 11/1983               | „Science-Fiction-Stadt“             |

### Sammelkarten

#### Überblick
| Ausgaben          | Sammelkarten-Serie                                    |
| ----------------- | ----------------------------------------------------- |
| 15/1990 – 26/1994 | „Micky’s Sammelserie“                                 |
| 27/1994 – 24/1996 | „Das schlaue Buch“ (1. Serie)                         |
| 25/1996 – 36/1996 | „Micky Maus Cards Collection“                         |
| 37/1996 – 14/1997 | „Entenhausen von A – Z“                               |
| 24/1997 – 5/1998  | „Das schlaue Buch – Survival“ (2. Serie)              |
| 29 – 41/1997      | „Bundesliga-Fußballer“                                |
| 35 – 49/1997      | „Dinosaurier“                                         |
| 46/1997 – 5/1998  | „Stars * Film! TV! Musik!“                            |
| 12 – 23/1998      | „Detektive – Das Handbuch“                            |
| 32 – 38/1998      | „Entenhausener Münz-Sammlung“                         |
| 16/1999 – 30/1999 | „Die ultimative Cheats-Sammlung“                      |
| 40 – 49/1999      | „Guinness World Records 2000 – Millennium Collection“ |
| 2 – 4/2000        | „Pokémon – Tipps + Tricks“                            |
| 12 – 28/2000      | „Das schlaue Buch 2000“ (3. Serie)                    |
| 18/2001 – 31/2001 | „Das neue schlaue Buch“ (4. Serie)                    |

#### Informationen zu den Sammelkarten-Serien
Bei der ersten Ausgabe nach einem grundlegend überarbeiteten Konzept (15/1990; siehe auch oben) wurden zusätzlich zum üblichen Beileger (Gimmick) erstmals Sammelkarten (ca. 8,5 cm × 11,5 cm) beigelegt. Mit wenigen Ausnahmen im Jahr 1990 wurde diese Serie über vier Jahre bis zum Heft 26/1994 fortgeführt.
Ab der Ausgabe 27/1994 startete mit der Beilage „Das schlaue Buch“ eine neue Sammelkarten-Serie, die über knapp zwei Jahre bis zum Heft 24/1996 beilag.
Mit dem folgenden Magazin 25/1996 wurde die „Micky Maus Cards Collection“ eingeführt, die allerdings bereits nach 12 Ausgaben (36/1996) wieder eingestellt wurde.
Es folgte mit dem Heft 37/1996 die Sammelserie „Entenhausen von A – Z“ mit allen bekannten Disney-Charakteren aus Entenhausen und Umgebung, die mit der Ausgabe 14/1997 abgeschlossen war.
Danach kam mit dem Micky Maus-Magazin 24/1997 die Fortsetzung der Serie „Das schlaue Buch“ mit Sammelkarten ausschließlich zum Thema „Survival“, für die es ebenfalls einen eigenen Sammelordner als Beilage gab. Zusätzlich wurde diese Serie regelmäßig auch mit redaktionellen Beiträgen zum Thema begleitet. Diese Sammelserie wurde mit der Ausgabe 5/1998 beendet.
Parallel dazu gab es in den Heften 29 – 41/1997 Sammelkarten mit ausgewählten Fußballspielern aus den damaligen Bundesliga-Mannschaften, von 35 – 49/1997 Sammelkarten mit verschiedenen Dinosauriern und außerdem von Ausgabe 46/1997 – 5/1998 unter dem Thema „Stars * Film! TV! Musik!“ Sammelkarten populärer Stars der Zeit, so dass es zwischenzeitlich drei verschiedene Sammelkarten-Serien gleichzeitig gab.
Auch die folgenden Sammelkarten-Serien wurden jeweils nur über wenige Ausgaben fortgesetzt: So gab es in den zwölf Heften 12 – 23/1998 die Serie „Detektive – Das Handbuch“ und von 32 – 38/1998 die „Entenhausener Münz-Sammlung“ mit sieben kleinen Sammelkarten, auf die verschiedene Spielgeldmünzen (Taler und Kreuzer) aufgeklebt wurden. Mit Ausgabe 16/1999 startete „Die ultimative Cheats-Sammlung“ mit einer Sammelbox und quadratischen Sammelkarten mit Tipps und Tricks zu den zu der Zeit bekanntesten Video- und Konsolenspielen, die mit Heft 30/1999 bereits wieder beendet wurde. Darauf folgte von 40 – 49/1999 eine Sammelserie als Auszug aus dem Guinness-Buch der Rekorde mit einem Sammelbuch „Guinness World Records 2000 – Millennium Collection“. Sogar nur 3 Ausgaben lang gab es von Nr. 2 – 4/2000 die Sammelkarten-Serie „Pokémon – Tipps + Tricks“.
Mit dem Magazin 12/2000 startete die Sammlung „Das schlaue Buch 2000“. Anstelle der sonst üblichen Sammelkarten aus festem Papier (Karton) gab es je Magazin eine Seite mit vier Abschnitten zum Ausschneiden aus unterschiedlichen Themenbereichen. Diese Serie endete mit der Ausgabe 28/2000. Von der Ausgabe 18/2001 bis 31/2001 wurden dann wieder Sammelkarten als Karteikarten zu verschiedenen Themen für den Sammelordner „Das neue schlaue Buch“ beigelegt. Danach wurden keine Sammelkarten in dieser Form mehr beigelegt.
Drei Jahre später wurden in Kooperation mit McDonald’s in den Heften 10/2004 bis 13/2004 jeweils acht Sammelkarten zum Ausschneiden gedruckt, die zusammen ein Quartett-Spiel bildeten. Ein Jahr später wurden nach gleichem Konzept in den Ausgaben 10/2005 bis 13/2006 ein Quartett-Spiel zum Thema Dinosaurier veröffentlicht. In den Ausgaben 34/2005 bis 37/2005 gab es Karteikarten zum Ausschneiden für ein MM-Lexikon zum Thema „Fliegen und Luftfahrt“.
Im Jahr 2014 wurden „Duck Stars“-Kartenpäckchen beigelegt, die man auch einzeln kaufen konnte. In den Ausgaben 32–38/2014 waren Sonderkarten beigelegt, die man nur über das Micky Maus Magazin beziehen konnte.

### Extrahefte
Besonders beliebt unter Kindern waren die Ausgaben, wo als Beilage ein weiteres Heft dabei war, da man quasi doppelt so viel Heft für sein Geld bekam. Mitunter wurde von Ehapa aber bei Ausgaben mit Extraheft der Preis angehoben – nur für Abonnenten gab es keine Mehrkosten. Bei den Extraheften handelte es sich auch um Nachdrucke (siehe unten) oder andere Hefte.

#### Beilagen „Die schönsten Filme von Walt Disney“
In drei Micky Maus-Magazinen gab es als Beilage jeweils 40-seitige Extrahefte, in denen ausgewählte Disney-Produktionen in Form illustrierter Kurzgeschichten als „Die schönsten Filme von Walt Disney“ präsentiert wurden.
- 13/1991; Folge 1: Arielle, Bernard & Bianca, Donald beim Golf (Comic), Oliver & Co, Pinocchio, Schneewittchen; zusätzlich ein verkleinertes Filmposter von Arielle
- 41/1992; Folge 2: Dumbo, Cinderella, Peter Pan, Bernard & Bianca im Känguruhland, Susi & Strolch, Die Hexe und der Zauberer, Aristocats, Basil – Der große Mäusedetektiv
- 24/1993; Folge 3: Bambi, Robin Hood, Dschungelbuch, Dornröschen, 101 Dalmatiner, Alice im Wunderland, Die Schöne und das Biest, Cap & Capper

Die Reihenfolge der Kurzgeschichten in diesen Heften weicht jeweils ab von der auf den Titelblättern angegebenen Reihenfolge der Filmtitel.

#### Beilagen „EXTRA-BLATT“
Unter der Bezeichnung „Die witzigste Zeitung für coole Kids!“ gab es im Jahr 2000 in drei Ausgaben eine Beilage „EXTRA-BLATT“, die sich in der Aufmachung an typische Boulevard-Zeitungen anlehnte.
- 09/2000: Nr. 1 „Sensationell! Erster Gameboy eingepflanzt!“
- 13/2000: Nr. 2 „Mehr Geld für alle!“
- 17/2000: Nr. 3 „Endlich! Voll gute Schulausreden!“

#### Extrahefte in der Gegenwart
Zurzeit befinden sich zu besonderen Anlässen wie z. B. Weihnachten oder Ostern Extra-Comichefte oder Rätselhefte in der Micky Maus, die ein größeres Format als die Micky Maus haben.
- In Ausgabe 51/2015 war ein Nachdruck von Donald Duck & Co. Nr. 15 als Extra beigelegt.
- In Ausgabe 52–53/2015 war ein Nachdruck von Micky Maus English Edition 05/2015 als Extra beigelegt.
- 2016 fanden sich mit Micky Maus Extra 1–3 gleich eine Serie von Extramagazinen in der Micky Maus: Beigelegt waren die Hefte 1 – Die besten Witze zum Sammeln (MM 22/2016), 2 – Die besten Comics zum Sammeln (MM 29/2016) und 3 – Die besten Tricks zum Sammeln (MM 46/2016).[25]
- In den Ausgaben 19–22/2018 befanden sich Extrahefte mit Comics zum Reboot der DuckTales-Serie DuckTales (2017).

## Jubiläumsausgaben
| Nummer | Ausgabe | Datum              |
| ------ | ------- | ------------------ |
| 1      | 01/1951 | 29. August 1951    |
| 500    | 30/1965 | 24. Juli 1965      |
| 1000   | 08/1975 | 22. Februar 1975   |
| 1500   | 38/1984 | 15. September 1984 |
| 2000   | 16/1994 | 14. April 1994     |
| 2500   | 47/2003 | 11. November 2003  |
| 3000   | 24/2013 | 07. Juni 2013      |

## Ausgaben mit Besonderheiten
- 10/1986: In diesem Heft gab es als Beilage einen Schlüsselanhänger aus Weichplastik in der Form eines angebissenen Butterkekses. Diese Ausgabe wurde zurückgezogen, weil die Gefahr bestand, dass Kleinkinder Teile dieses Schlüsselanhängers abbeißen und verschlucken könnten.
- 9/1988: Auf der Titelseite ist mit dem Schauspieler Dieter Hallervorden erstmals eine Realperson und keine Zeichnung aus dem Disney-Universum abgebildet. In diesem Heft gab es als Beilage die Schallplatte „Spass mit Didi“, die auf dem Titel als Mickys 1. Blödel-Platte beworben wurde.
- 23–42/1988: Von diesen Nummern erschienen eigenständige Österreich-Ausgaben, die andere Titelbilder und auch nicht exakt die gleichen Comics enthielten.
- 44/1988: Die Ausgabe ist anlässlich des Jubiläums „60 Jahre Micky Maus“ als Doppel-Heft mit einer als „Jubiläums-Heft“ bezeichneten 32-seitigen Beilage erschienen.
- 10/1989: In dieser Ausgabe gab es als Beileger 2 Donald-Sticker, obwohl in der Vorwoche im Magazin 9/1989 auf Innenseiten und auf der Rückseite mit Abbildung als Gimmick ein Fitness-Tester angekündigt war.
- 26/1990: Erstmals wird ein Titelbild auf dem Heftcover verwendet, das bereits bei einem früheren Magazin (21/1987) auf der Titelseite abgebildet war. Das Motiv zeigt Donald in einem schwebenden Zelt, an dessen obere Zeltstange mehrere Luftballons angeknotet sind. Lediglich die Colorierung des Zeltes und einiger Ballons sind nicht identisch.
- 27/1990: Dieses Magazin ist als Doppel-Heft mit einem 40-seitigen Nachdruck des Comics „Micky Maus und der Geist des Gorillas“ erschienen, der unter dem Originaltitel „In Search of Jungle Treasure“ erstmals zwischen dem 5. April und 7. August 1937 in amerikanischen Tageszeitungen veröffentlicht wurde.
- 3/1991: In dieser Ausgabe gibt es erstmals als Beilage ein Poster, das einen umfassenden Stadtplan von Entenhausen zeigt. Laut Redaktionsangaben wurde dieser vom Entenhausener Erfinder Daniel Düsentrieb gezeichnet. Weitere Stadtpläne von Entenhausen folgten als Beilage in den Heften 38/1996 und 36/2006.
- 25/1994: In diesem Heft wurde erstmals der Stammbaum der Ducks als Poster beigelegt. Die einzelnen Familienmitglieder waren der Ausgabe und dem nachfolgenden Heft 26/1994 als Aufkleber (Sticker) beigelegt. Der Stammbaum basiert auf der Geschichte Onkel Dagobert – Sein Leben, seine Milliarden von Don Rosa. Die einzelnen Kapitel wurden ab Heft 34/1993 in unregelmäßigen Abständen über einen längeren Zeitraum veröffentlicht. Aufgrund des Umfangs der einzelnen Kapitel wurden diese zumeist als Fortsetzungsgeschichten über mehrere Hefte veröffentlicht.
- 17/1995: In der Fortsetzungsgeschichte „Dagobert Duck – Reise zum Mittelpunkt der Erde“ sind entgegen der sonst üblichen Layout-Prinzipien bei Disney-Comics auf Seite 50 alle 12 Illustrationsfelder (Panel) quadratisch, gleich groß, symmetrisch angeordnet und nahezu identisch coloriert. In diesem Abschnitt (Sequenz) wird der Sturz von Dagobert Duck in einem Erdstollen gezeigt.
- 32/1997: In dieser Ausgabe waren aufgrund eines Produktionsfehlers die Rückseiten der beiliegenden Sammelkarten falsch bedruckt.
- 39/1999: Im Heft ist ein 18-seitiger „Spezial Action-Comic“ mit dem Titel „Donald Duck - Ein sagenhafter Sprengstoff“ integriert, bei dem ein neues Seitenlayout umgesetzt wurde. Die Panels wurden außerhalb des sonst üblichen Rasters angeordnet. Weitere Comics wurden nach diesem Konzept in 40/1999 („Die Muster-Detektive“), 45/1999 („Der Kampf um Frieden“) sowie 49/1999 („Die drei Dreckspatzen“) veröffentlicht.
- 32/2000: Diese Ausgabe wurde auf der Titelseite als „Das Milliardenheft“ bezeichnet, da gemäß einem redaktionellen Hinweis auf Seite 3 seit 1951 eine Milliarde Micky-Maus-Magazine verkauft wurden. Aufgrund eines Satz- bzw. Druckfehlers war diese Erläuterung allerdings nicht ganz vollständig.
- 12/2004: In dieser Ausgabe wird gewarnt, man sollte das Blasrohr aus Ausgabe 11 nicht mehr benutzen, da beim Einatmen die Gefahr besteht, zu ersticken.
- 14/2005: Bei dieser Ausgabe war die Rückseite ebenfalls als Titelseite gestaltet, aber verdreht ausgerichtet. Ebenso waren die Seiten 69 bis 75 verdreht. Das Magazin wurde als „Das verrückt-verdrehte Aprilheft“ ausgelobt.
- 26/2005: In diesem Heft wurde mit einem Einleger vor einer möglichen Erhitzung des Kunststoffgriffes des Leucht-Stabes gewarnt, der in der Ausgabe 22/2005 beigelegt war.
- 42/2005: Auf der Titelseite sind Micky und Goofy als Asterix und Obelix abgebildet. Im Magazin gibt es außerdem redaktionelle Informationen rund um Asterix, ein Asterix-Quiz sowie die Kurzgeschichte „gallischer Schulanfang“, die bis dahin nur im Sammelband Asterix plaudert aus der Schule veröffentlicht wurde. Hintergrund für dieses eher ungewöhnliche Heft-Konzept ist eine Promotion für den 33. Asterix-Band Gallien in Gefahr, der zu dieser Zeit ebenfalls im EHAPA-Verlag erschien.
- 4/2015: Bei dieser Ausgabe wurde das Inhaltsverzeichnis von Seite 3 auf Seite 2 verschoben und tauschte damit den Platz mit der Beschreibung des Extras. Zudem befindet sich bei der Nennung der Comicgeschichte ein Panel aus derselben. Zudem wurde ein „Startlacher“ (Comic aus drei Panels) auf Seite zwei und ein „Schlusslacher“ (ebenfalls Comic aus drei Panels) auf der vorletzten Seite hinzugefügt.
- 18–20/2015: Diese Ausgaben besaßen aufgrund einer Superhelden-Serie rote Seiten.[16]
- 28/29/2016: Mit dieser Doppelausgabe wurde das Magazin umgestaltet: Das Inhaltsverzeichnis wurde leicht abgeändert. „W.O.W.“ ersetzte „Genial“. Die Rätsel wurden gestrichen. Das Micky-Maus-Logo auf dem Cover wurde abgeändert (Schrift runder statt wie bisher eckig), außerdem wurde der Zusatz Magazin, wie beim DDSH auch, seitlich gedreht und befindet sich nun neben statt wie bisher unter dem Schriftzug „Micky Maus“. Zudem wurde links auf dem Cover ein weißer Streifen hinzugefügt, auf dem für den Webauftritt des Micky Maus Magazins geworben wird.
- Juni 2022: Um ukrainischen Flüchtlingskindern eine Freude zu machen, haben die Macher der deutschen Micky Maus eine Sonderausgabe in ukrainischer Sprache produziert.[26]

## Vorgänger
Bereits im Dezember 1936 brachte der Schweizer Bollmann-Verlag die erste Ausgabe, die Nullnummer der deutschsprachigen Micky-Maus-Zeitung heraus. Bis Oktober 1937 erschienen in unregelmäßigen Abständen 18 weitere Hefte.

## Sammlerwert
Laut Allgemeinem Deutschen Comic-Preiskatalog (Ausgabe 2017) beträgt der Sammlerwert der ersten Ausgabe von 1951 in sehr gutem Zustand 22.000 Euro. Das Heft ist damit das aktuell teuerste deutschsprachige Comicheft. Bereits bei kleineren Beschädigungen (z. B. Knicke), die bei einem über 70 Jahre alten Heft kaum ausbleiben, sinkt der Sammlerwert allerdings bereits erheblich.
Die sogenannte Null-Nummer, ein vierseitiges Werbeblatt, das im August 1951 an Zeitschriftenhändler verteilt wurde, hat denselben Wert. Von diesem Werbeblatt sind nur sehr wenige erhalten gebliebene Exemplare bekannt. Ein Nachdruck erfolgte 2001 in der Zeitschrift Die Sprechblase Nr. 181.

## Nachdrucke der ersten Micky-Maus-Hefte

### Nachdrucke als Heft-Beilage
Ab August 1985 wurden einigen Ausgaben in unregelmäßiger Folge Nachdrucke der ersten veröffentlichten Micky Maus-Hefte „Walt Disney's Micky Maus – Das bunte Monatsheft“ als Extra-Hefte beigelegt.
- 32/1985: Micky Maus Nr. 1 – September 1951
- 14/1986: Micky Maus Nr. 2 – Oktober 1951
- 07/1987: Micky Maus Nr. 3 – November 1951
- 50/1987: Micky Maus Nr. 4 – Dezember 1951
- 14/1988: Micky Maus Nr. 1 – Januar 1952
- 28/1988: Micky Maus Nr. 2 – Februar 1952
- 51/1988: Micky Maus Nr. 3 – März 1952

Weil nicht alle Nachdrucke eindeutig als solche gekennzeichnet wurden, werden diese – mittlerweile bis zu 37 Jahre alten – Nachdrucke oft fälschlich für wertvolle Originale gehalten.
Man erkennt diese Nachdrucke am fehlenden Preisaufdruck oberhalb der Ausgabennummer und des Erscheinungsmonates auf der Titelseite.
Darüber hinaus wurde ein Nachdruck des ersten Micky-Maus-Heftes bislang noch in zwei weiteren Ausgaben beigelegt.
- 16/1994: Micky Maus Nr. 1 (Aufdruck „Nachdruck 1994“ auf der Titelseite)
- 36/2001: Micky Maus Nr. 1 (Aufdruck „Reprint 2001“ auf der Rückseite)

### Sonstige Nachdrucke
Weitere Nachdrucke der ersten vier Hefte gab es 1988 zusammen in einem Jubiläums-Sonderband und 1999 in der „Micky Maus-Reprint-Kassette – Sonderhefte 3 & Jahrgang 1951“ mit dem Aufdruck „(c) des Reprints 1999 Disney Enterprises, Inc.“ auf der letzten Umschlagseite unten.
Die Hefte aus dem Jahr 1952 wurden bereits 1996 als Nachdrucke veröffentlicht in der „Micky Maus-Reprint-Kassette – Jahrgang 1952“ mit dem Aufdruck „(c) des Reprints 1996 Disney Enterprises, Inc.“ auf der letzten Umschlagseite unten.
In gleicher Form wurden bis 2004 die kompletten Jahrgänge 1951 bis 1957 sowie die Sonderhefte für den Sammlermarkt in geringer Auflage in elf Reprint-Kassetten nachgedruckt. Diese Ausgaben haben einen Nachdruckhinweis auf der Rückseite bzw. unter dem Impressum.
Ab 2000 wurden die ersten Hefte erneut in 12 Büchern nachgedruckt. Jedes Buch enthielt den Nachdruck von sechs Heften. Die Sonderhefte wurden hierbei chronologisch einsortiert.
Auf dem Sammlermarkt werden gelegentlich Hefte angeboten, bei denen der Preisaufdruck nachträglich aufgestempelt oder die Rückseite mit dem Nachdruck-Hinweis abgerissen wurde. Während es sich im ersten Fall um offensichtliche Betrugsversuche handelt, kann ein Heft, dem die Rückseite fehlt, durchaus ein Original sein. Aufschluss darüber kann die Art des Papiers geben, das bei den Nachdrucken ein anderes ist als bei den Originalausgaben. Zudem sind die Nachdrucke meist durch die durchgehende Verwendung von Großbuchstaben in den Sprechblasen erkennbar.

### Nachdrucke einzelner Geschichten
Einzelne Comics werden seit 1966 in Heftreihen wie Die tollsten Geschichten von Donald Duck – Sonderheft nachgedruckt. Dies betrifft insbesondere die von Carl Barks gezeichneten Donald-Duck-Geschichten. Hierbei werden die Texte oft überarbeitet.
In der von 1992 bis 2004 erschienenen Comic-Albenreihe Barks Library wurden Gesammelten Werke von Carl Barks veröffentlicht. Alle dort enthaltenen Comics erschienen schon ein- oder mehrere Male im Micky Maus-Magazin (bzw. in der Nebenreihe Goofy Magazin). Im Gegensatz zum TGDDSH, das jede Barks-Geschichte nur einmal im Laufe der Publikationsgeschichte veröffentlicht, kann es vorkommen, dass im Micky Maus-Magazin Barks-Geschichten auch mehrfach abgedruckt werden. Seit 2010 erscheint mit der Entenhausen-Edition eine Comic-Albenreihe, die Nachdrucke aus der Barks Library und somit auch aus der Micky Maus enthält.

## Preis und Umfang

### Entwicklung des Heft-Preises
Die erste Ausgabe erschien am 29. August 1951 zum Preis von 75 Pfennig, 4 Schilling, 80 Rappen bzw. für das Saargebiet 75 Francs. Der Preis wurde erstmals 1964 auf 80 Pfennig erhöht und wird seitdem nahezu jährlich angehoben. 2015 lag der Preis bei 3,50 € in Deutschland, in Österreich 3,90 € und in der Schweiz Fr. 7.– (Stand: September 2015). 2017, als auf den 2-Wochen-Rhythmus umgestellt worden ist, lag er bei 3,99 €, 4,50 € bzw. Fr. 8.–. Bei besonderen Beilagen wird der Verkaufspreis für diese Ausgabe angehoben.

### Heftumfang
In den Anfangsjahren (ab 1951) hatten die Micky-Maus-Hefte üblicherweise 32 Seiten, was nach damaliger Produktionstechnik einer optimalen Ausnutzung eines Druckbogens entsprach. In den Folgejahren wurde der Heftumfang schrittweise erhöht, sodass die Hefte über zwei Jahrzehnte 40 bis 48 Seiten hatten.
Das Magazin 17/1992 hatte als erstes Heft 72 Seiten. Erst das Heft 7/1995 hatte wieder diesen Umfang, wobei 10 Seiten am Ende des Heftes (Seiten 59–68) davon auf die neue Rubrik „SPASS TV“ entfielen (siehe auch oben). Auf dem Titel wurde diese Neuerung irreführenderweise mit „SPASS-TV – NEU – Jetzt 16 Seiten mehr...“ beworben.
Der Ehapa-Verlag lobte die Ausgabe 44/1993 auf der Titelseite mit „Über 100 Seiten – Die dickste Micky Maus die es je gab!“ aus. Das Heft hatte zwar nur 56 Seiten mit entsprechender Paginierung, jedoch war diesem ein 48-seitiges Extraheft zum Film „Das Dschungelbuch“ mit eigener Paginierung eingeheftet. Diese addierende Zählweise wurde allerdings weder bei früheren noch bei späteren Heften angewendet, denen Extrahefte beilagen.
Mitte bis Ende der 1990er-Jahre betrug der Heftumfang in der Regel 64 Seiten.
Anlässlich des Jubiläums „70 Jahre Micky Maus“ erschien als „Geburtstagsausgabe“ das Heft 42/1998 mit 80 Seiten und wurde auf der Titelseite als „Extra dick!“ ausgelobt.
Als „Die dickste Maus aller Zeiten“ wurde das Magazin 1/2000 vom 29. Dezember 1999 mit 108 Seiten veröffentlicht. In dem Heft war auf den Seiten 31 bis 73 ein 44-seitiger „Extra-Comic-Teil“ mit fortlaufender Paginierung integriert, der neben der Geschichte „Dagobert Duck – Die Jagd nach der Goldmühle“ ein in fünf Kapiteln unterteiltes „Galaktisches Rätsel“ enthielt.
Anlässlich des Jubiläums „50 Jahre Micky Maus Magazin“ wurden die Ausgaben 37/2001 und 38/2001 jeweils mit 90 zusätzlichen Seiten mit den „besten Comics aus 50 Jahren“ veröffentlicht, so dass diese beiden Hefte insgesamt 164 Seiten hatten.
Der Umfang betrug ab 2000 nahezu ausnahmslos 76 Seiten. 2007 wurde die Seitenzahl auf 68 Seiten verringert. Aktuell (Stand: Ausgabe 04/2019) beträgt die Seitenzahl nur noch 52 Seiten.

## Auflage
Die Auflage der ersten Ausgabe betrug 300.000 Exemplare, von denen 135.103 verkauft wurden. 1991 lag die Druckauflage bei über einer Million Exemplaren, von denen rund 650.000 verkauft wurden. Die Micky Maus hat in den vergangenen Jahren erheblich an Auflage eingebüßt. Die verkaufte Auflage ist seit 1998 um 91,6 Prozent gesunken. Sie beträgt gegenwärtig 55.641 Exemplare. Das entspricht einem Rückgang von 608.988 Stück. Der Anteil der Abonnements an der verkauften Auflage liegt bei 11,7 Prozent.
| 1998   | 1999 | 2000   | 2001   | 2002   | 2003   | 2004   | 2005   | 2006   | 2007   | 2008   | 2009   | 2010   | 2011   | 2012   | 2013   | 2014  | 2015  | 2016  | 2017  | 2018  | 2019  | 2020  | 2021  | 2022  | 2023  | 2024  |
| ------ | ---- | ------ | ------ | ------ | ------ | ------ | ------ | ------ | ------ | ------ | ------ | ------ | ------ | ------ | ------ | ----- | ----- | ----- | ----- | ----- | ----- | ----- | ----- | ----- | ----- | ----- |
| 664629 |      | 502939 | 383488 | 320691 | 437805 | 388896 | 363234 | 286474 | 261368 | 217187 | 172074 | 159944 | 138682 | 136972 | 126428 | 94717 | 77683 | 63040 | 64434 | 66922 | 67943 | 58994 | 56095 | 52650 | 45900 | 48067 |

## Nebenreihen
- Micky Maus Sonderheft (1951–1955)
- Mickyvision (1962–1993)
- Micky Maus Mini-Comic (1988–1989)
- Micky Maus präsentiert (seit 1991)
- Micky Aktiv (1992–1999)
- Micky Maus Super*Sommer*Spass (1995–2000)
- Die besten Comics aus Micky Maus (1996–1998)
- Micky MaXX – Der Super•Sommer•Spaß / Der Super•Winter•Spaß (2003–2005)
- Micky TV Extra (2003–2005)
- Micky Maus Rätselmagazin (2010)
- Micky Maus Comics (seit 2011)
- Micky Maus SPEZIAL! (2012–2017)
- Micky Maus Edition (2013–2017)
- Micky Maus Duck Stars (2014)
- Micky Maus English Edition (2015–2016)
- Micky Maus Genial (2015–2016)
- Micky Maus Taschenbuch (seit 2016)
- MEGA Micky Maus (2017–2018)[16]
- Die tollsten Geschichten von Micky Maus – Sonderheft (Oktober 2018), analog zum DDSH, zunächst als Testausgabe, bei Anklang bei den Lesern regelmäßig.[30][31][32]
- Micky Maus Junior Magazin (seit 2019)